# الوحدات الخاصة البحرية (مصر)
الوحدات الخاصة البحرية المصرية هي قوات خاصة تابعة للقوات البحرية المصرية تختص بمهام الاقتحام والإغارة والتأمين والتطهير والسيطرة على السفن والغواصات والمنشآت البحرية والساحلية والتلغيم تحت الماء والإستطلاع داخل مياه العدو والبحث والإنقاذ.
يتسلح افراد هذه الوحدات بالكلاشنكوف والام بي-5 والبيريتا ايه ار اكس-160 بخلاف القناصات والرشاشات المتعددة ونظم تسليحية أخرى كمعدات النسف والمتفجرات والقنابل.

## عمليات القوات الخاصة البحرية
في أثناء فترة حرب الاستنزاف بين مصر وإسرائيل نفذ لواء الوحدات الخاصة البحرية المصرية (الضفادع البشرية) عملية فدائية بتاريخ 5 فبراير 1970، وهذا التاريخ لا يعلمه الكثيرون بسبب خطأ في الفيلم الذي تناول تلك العملية (الطريق إلى إيلات) حيث ربط الفيلم بين ثلاث عمليات للضفادع البشرية باسم الغارات المصرية على ميناء إيلات الإسرائيلي، الأولى في أكتوبر 1969 والثانية والثالثة في عام 1970 المعروفة والتي كان هدفها تدمير الناقلتين الحربيتين بيت شيفع وبات يام. ففى العملية الأولى لم يتم تدمير أي من السفينتين الحربيتين، ولكن كان يوجد عدد من المراكب التجارية في الميناء حينئذ فتم تدميرهم، وفي العملية الثانية تم تدمير السفينة «بيت شيفع» بشكل كامل وإعطاب السفينة «بات يام»، حيث تم إصلاحها بعد ذلك، وما إن تم إصلاحها في شهر أبريل، حتى وصلت مجموعات الضفادع البشرية إلى الميناء في شهر مايو، وأنهوا العملية بتدمير السفينة الثانية «بات يام». كانت تلك العملية هي الثالثة من نوعها بعد الأولي التي قام بها الالمان في الحرب العالمية الثانية ونجحت والثانية قامت بها إسرائيل في حرب 67 وفشلت.
ردا على غارة إسرائيلية قام بها العدو الإسرائيلي على مواقع للرادار بين منطقتي أبو الدرج والزعفرانة قررت القيادة المصرية تنفيذ عملية الإغارة على سفن الإبرار التي نفذت عملية أبو الدرج والمتمركزة في ايلات بوساطة قوة الضفادع البشرية وتوجه قائد لواء الوحدات الخاصة إلى ميناء العقبة الأردني للاستطلاع ودراسة المنطقة تحت ستار أنه ضابط إشارة سيقوم بالتفتيش على أجهزة نقطة المراقبة البحرية المصرية الموجودة بجوار ميناء العقبة وكذلك التعرف على بعض الشخصيات التي قد تساعد في تأدية مهمة الضفادع البشرية.

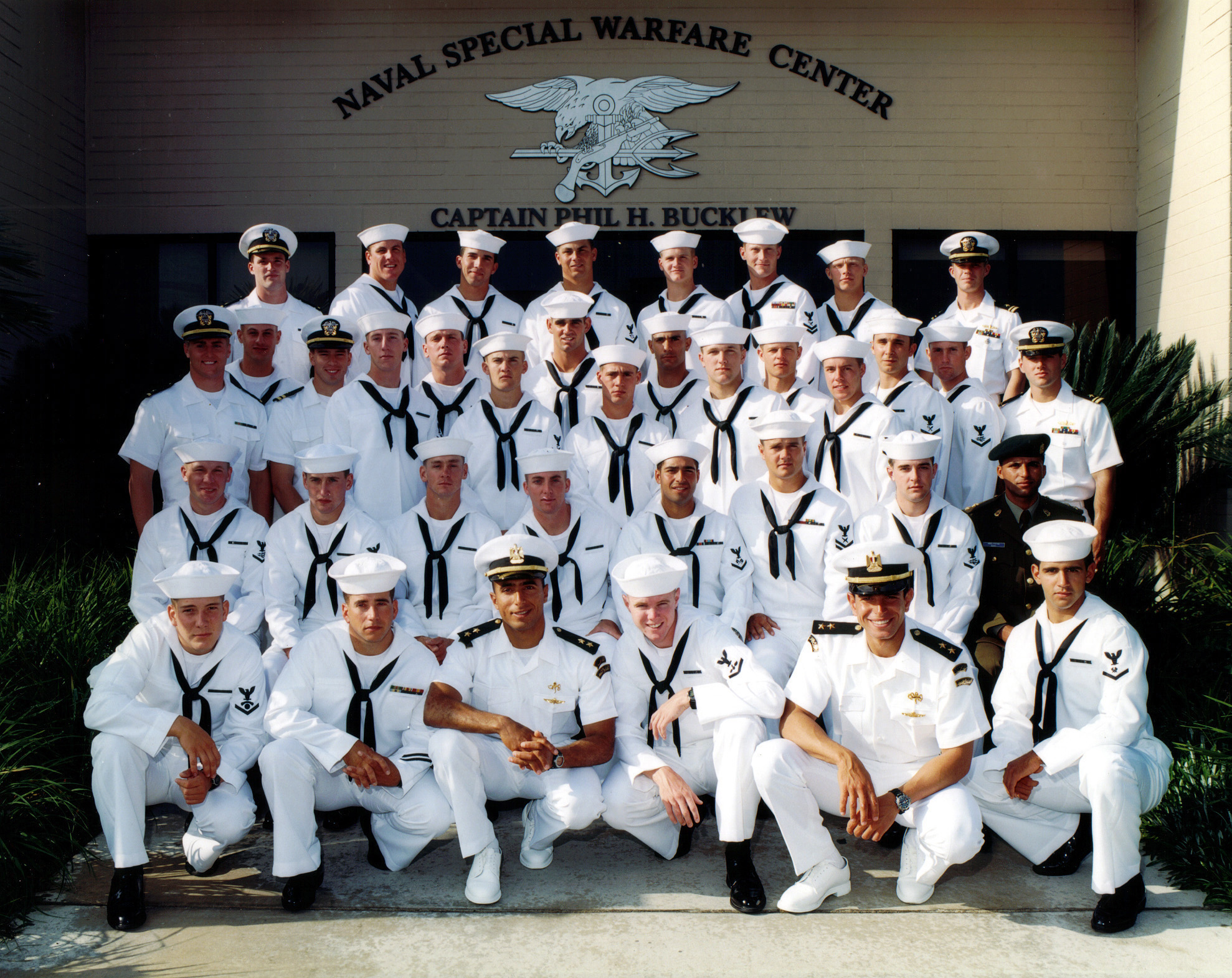
ضباط مصريين من القوات "الخاصة البحرية المصرية" مع قوات السيل البحرية الأمريكية.

بدأ تدريب الأفراد تدريبا مركزا في ظروف وأماكن تشابه تماما ظروف تنفيذ العملية، وتوجهت المجموعة على متن إحدى طائرات النقل المصرية إلى إحدى المطارات العراقية على زعم أنهم أفراد من منظمة فتح وان الصناديق التي معهم هي معدات خاصة بالمنظمة ثم انتقلوا إلى بلدة الطفيلة بالأردن حيث تجمعوا انتظارا لوصول باقي أفراد الضفادع من القاهرة.
وفي تمام الساعة الحادية عشرة والنصف من مساء يوم 14 نوفمبر 1969 تحركت المجموعة إلى عمان في اتجاه العقبة على غير الطريق التقليدي حتى وصلوا إلى مكانهم حوالي الساعة الواحدة والنصف ظهر يوم 15 نوفمبر إذ كان المفترض أن يتم تنفيذ العملية الليلة التالية حتى ينال الأفراد قسطا من الراحة يتناسب مع المجهود الخارق المفترض بهم أن يبذلوه في الوصول إلى منطقة التنفيذ، إلا أن قائد العملية قرر تنفيذ العملية في الليلة نفسها خشية أن يحدث أي تغيير في الموقف.
وفي الساعة الرابعة والنصف بدأ تحرك المجموعة في اتجاه ايلات وكانت حالة البحر سيئة للغاية والرياح شديدة وتم قطع المسافة إلى ميناء ايلات سباحة وغوصا في ثلاث ساعات حيث بدأت المجموعة الأولى في النزول إلى الماء ثم المجموعة الثانية ثم الثالثة وفي اقل من ثلاث دقائق كانت المجموعات الثلاث في الماء على بعد كيلومترين من أرصفة ميناء ايلات وكان من المخطط أن ينتظرهم القارب المطاط في المكان نفسه لالتقاطهم بعد انتهاء العملية ما بين الساعة الثانية عشرة والنصف حتى الواحدة من صباح يوم 16 نوفمبر.
وفي الساعة الحادية عشرة وخمس دقائق وصلت المجموعات إلى مسافة 150 مترا من الهدف ثم بدأت في الغطس لتلغيم السفينتين “هيدروما” و”داليا” الراسيتين في الميناء.
وتمت العملية بنجاح ثم بدأت رحلة العودة سباحة إلى الشاطئ الأردني وفي تمام الساعة الواحدة وثلاث عشر دقيقة سمع دوي هائل لانفجار في ميناء ايلات ثم تلاه انفجارات أخرى كانت جملتها خمس انفجارات دمرت السفينتين الإسرائيليتين.

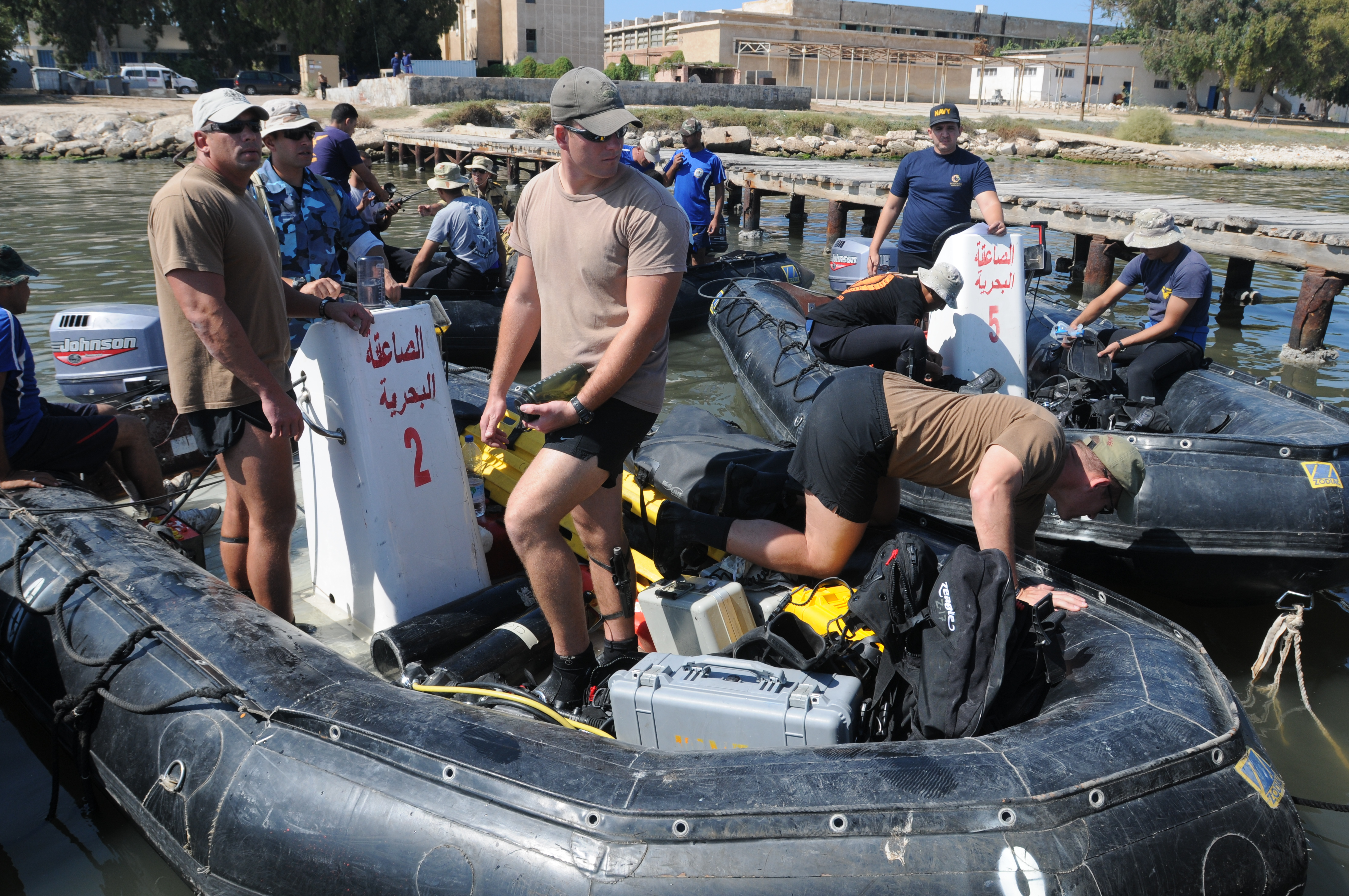
الضفادع البشرية المصرية

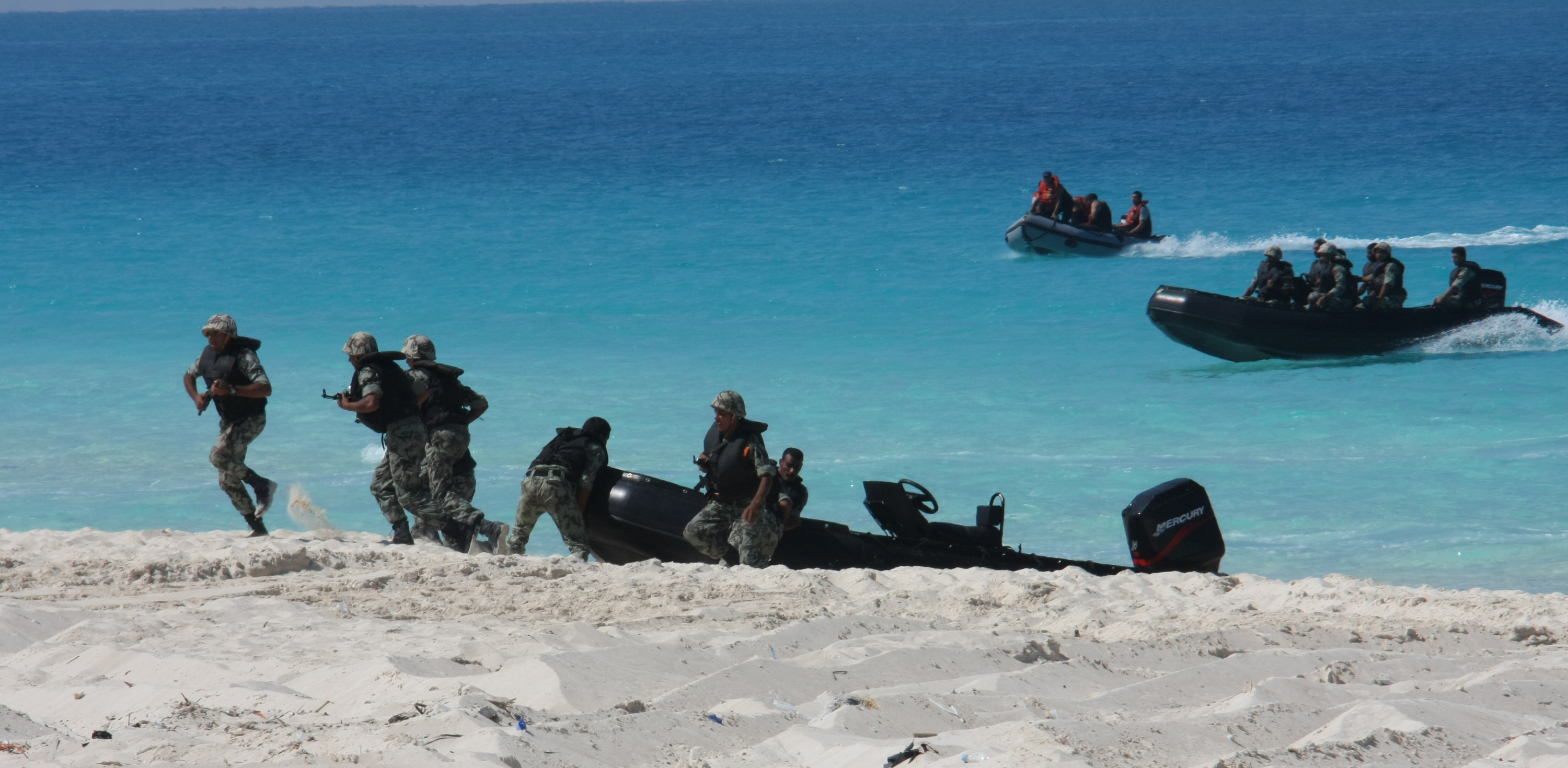
هجمة برمائية أجريت كجزء من النجم الساطع عام 2009

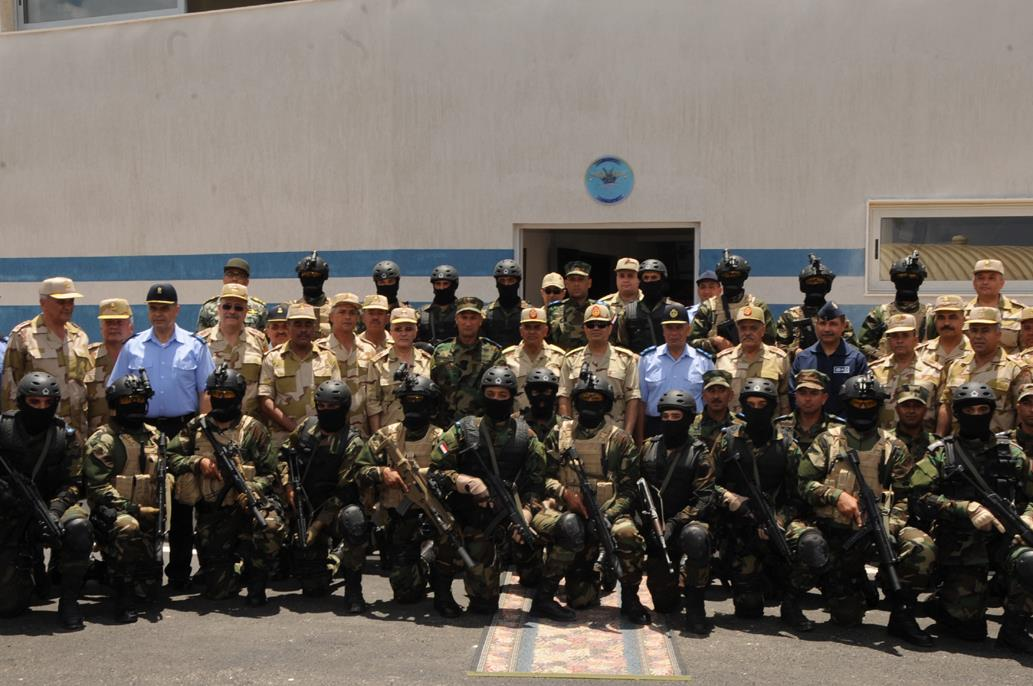
أفراد الوحدات الخاصة البحرية

## تكوينها
تتكون من كتائب الصاعقة البحرية والضفادع البشرية